# Брно (трасса)
Трасса имени Масарика в Брно (чеш. Masarykův okruh) — самый большой и современный автодром Чехии.

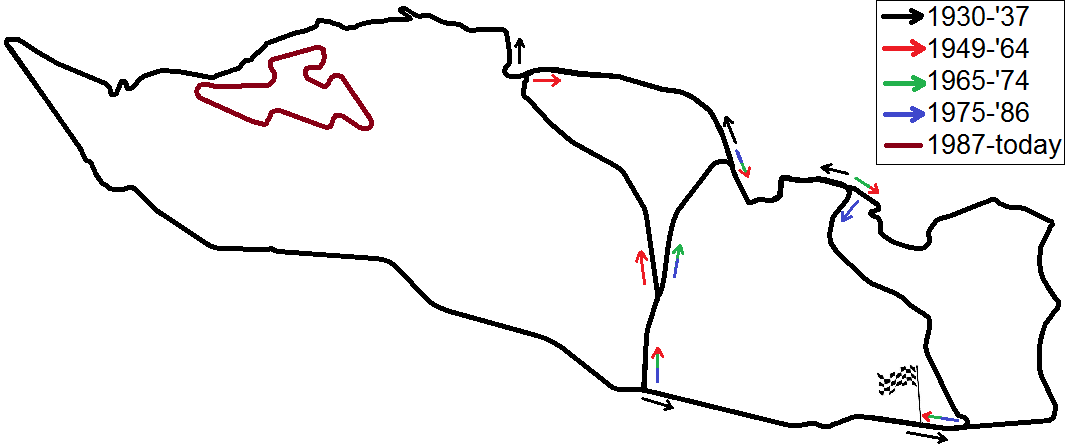
Как менялась конфигурация трассы с 1930 года до наших дней

Раньше гонки в Брно проводились по улицам западной части города и прилегающих деревень, в частности Гран-При Чехословакии 1930 года. Современная стационарная трасса была построена во второй половине 1980-х годов и названа по имени первого президента Чехословакии Томаша Масарика.
На трассе проводятся главным образом мотогонки, в том числе Мото Гран-при Чехии в классе MotoGP, приезжает сюда и чемпионат мира по супербайку.
В 2004 и 2005 гг. здесь проходили этапы ДТМ, WTCC, FIA GT. В 2006 году на трассе состоялся второй этап второго сезона A1 Grand Prix.
Трек имеет длину 5403 м, ширину полотна — 15 м, всего на нём 14 поворотов, а перепад высот достигает 74 м. Вместимость трассы — до 55 мотоциклов или 40 автомобилей.